# Stade Germain Comarmond
Stade Germain Comarmond to wielofunkcyjny stadion w Bambous w dystrykcie Black River na Mauritiusie. Jest aktualnie używany głównie dla meczów piłki nożnej i lekkoatletyki. Stadion mieści 5000 osób i został zbudowany w 2001 roku. Arena gościła Mistrzostwa Afryki w Lekkoatletyce 2006. Jest obecnie stadionem domowym Reprezentacji Mauritiusa U-17 w piłce nożnej, Reprezentacji Mauritiusa U-20 w piłce nożnej i klubów Petite Rivière Noire SC, i Bambous Etoile de L'Ouest Sports Club.